# Порнографија на интернету
Порнографија на интернету је нова врста представљања људског тела или сексуалних радњи у циљу изазивања сексуалног узбуђења (овога пута) на светској електронској мрежи, као једној од важних оперативних техника биополитичке моћи коју препознајемо у процесу модификације савремене политике
сексуалног идентитета према партикуларним интересима индустрије забаве. Потреба за сексом „уписана” је у нагонски део личности човека, као физиолошки процес сексуалног чина који има одређене трансисторијске компоненте и разноврсност образаца у сексуалном понашању. Она је имуна на историјско-културне промене, и зато начин на који се она реализује варира од културно-историјских прилика и друштвених услова.
У последњих двадесет година, захваљујући употреби интернета порнографија је постала све значајнију друштвена форма у којој 20 до 33% свих корисника учествује у неком облику онлајн сексуалне активности.

## Општа разматрања
Појам људске природе не односи се искључиво на биолошке и психичке карактеристике, већ обухвата и друштвени контекст у којем се она манифестује. Разноврсност сексуалног понашања кроз историјске епохе и просторне континууме потврђује становиште да оно није одвојено од начина живота целе заједнице и да уласком у свет интернет комуникације субјект постаје осуђен на „губљење непосредности реалног.”
Сексуалност као збир биолошких, психичких и социјалних агенса управо је у интернету нашао социолошки интерес да тело угради у порнографске садржаје и прикаже сексуалности у степену у којем је мало који други облик људског понашања приказан. Тако су друштвене мреже на интернету постале идеалан домен за постојеће и потенцијалне интернет-предаторе, који могу суптилним методама придобити поверење својих потенцијалних жртава, користећи се злоупотребом поверења, изостанком подозрења код деце, као и општег изостанка информисаности о потенцијалним опасностима порнографије на интернету.
Како је у последњим деценијама употреба интернета добијала све значајнију друштвену форму, и сексуалност је добила нову форму изражавања с обзиром да интернет стиче све масовнији аудиторијум и да, по неким проценама 20 до 33 одсто свих корисника учествује у неком облику онлајн сексуалне
активности. Имајући наведено у виду сексуалност стиче популарност и сексуално изражавање на интернету постаје феномен који укључује низ културних импликација значајних за будућност људске сексуалности.
У ширењу порнографских садржаја у великој мери може помоћи псеудонимно представљање, као својеврстан „параван“, за крајње намере корисника. С друге стране, ширењу порнографије и злоупотреби деце и малолетника путем интернета у прилог иде и широка доступност електронских уређаја међу младима који у исто време могу генерисати фотографије и видео записе, а затим их објављивати путем друштвених мрежа, уз свеприсутан, међу младима нарочито промовисан тренд, да се овако начињени садржаји деле међу широком публиком, често непознатом или недовољно познатом самом кориснику друштвених мрежа.

## Епидемиологија
Недавно истраживања показују шокантну истину - да око 30% „промета” на интернету отпада на порнографију, а да је страница са голотињом, која је имала највише посета била она са 4 милијарде отварања месечно. Стручњаци су до ових резултата дошли помоћу DoubleClick Ad Planner-a, Гуглових додатка о интернет претраживачима који путем колачића прикупља информације о корисницима.

### Полне разлике
Од 2011. године већина гледалаца онлајн порнографије били су мушкарци; жене су више посећивале романтичне новеле са еротским фанским фикцијама. Иако су жене чиниле око четвртину до трећину посетилаца популарних веб страница порнографије, оне су само у 2% случајева биле претплатнице понуђених сајтова. Као један од разлога, мањег броја женских имена, наводи се чињеница да су претплатници са женским именима означене као потенцијалне особе за злоупотребу кредитне картице.

### Посећеност
Колика је агресивност порнографије на интернету најбоље илуструје података да се месечно пошаље око 29 петабајта порнографског материјала што значи да се сваке секунде преноси 50 гигабајта порнографских садржаја.
Најпосећеније порнографске странице
Најпосјећеније порнографске странице у последњој деценији су:
| Назив странице | Лого | Број месечних посета |
| -------------- | ---- | -------------------- |
| Xvideos        |      | 4.400.000.000        |
| Pornhub        |      | 2.500.000.000        |
| YouPorn        |      | 2.100.000.000        |
| Redtube        |      | 970.000.000          |
| LiveJasmin     |      | 710.000.000          |

### Карактеристике порно страница и статистика порно комуникација
- 12% свих страница на интернету садржи порнографски садржај
- 25% свих посета преко претраживача Гоогле и Yахоо односи се на порнографију
- 2,5 милијарди е-маилова дневно је са порнографским садржајем
- У свакој секунди најмање 30.000 корисника интернета гледа порнографски садржај
- 20% мушкараца и 13% жена признаје да за време радног времена гледало порнографске садржаје на интернету
- 35% садржаја који се скида с интернета односи се на порнографију
- 43% свих корисника на интернету гледа порно филмове
- Само 3% секси странице траже од корисника потврду пунолетности.[11]
- Деца на интернету први пут гледају порно садржаје са 11 година
- Појмови „sex” и „porn” су међу пет најтраженијих појмова младих испод 18 година, на интернету
- Највише претрага појма „секс” Гоогле добија из Пакистана.[12][13]

### Зарада од порнографије на интернету
Године 2009. је укупна зарада од порнографије на интернету премашила милијарду долара.

## Порнографска „похлепа погледа“
Порнографска „похлепа погледа“, је облик понашања који поништавајући вредност дискурса романтичне љубави и интерактивне емпатије, сужава могућност хуманизације људских односа. Она утиче на то да се интимност губи током процеса комерцијализације, а тајна која обавија интимне односе бива деконструисана у циљу апотеозе баналног и непосредног. По томе порнографска митологија, намеће став о постизања интимности и интерперсоналне блискости само кроз сексуални оргазам.
У том смислу приказујући сексуалност као физиолошки процес који појединцу не обезбеђује могућност остварења самооткривања, суочавања пред другом особом и стварања трајних веза на основу емотивне блискости, интернет порнографија утиче на „драматургију“ љубавних односа у стварном свету. Тако долази да се током процеса комерцијализације, губиу тајна која обавија интимне односе, која је постаје деконструисана у циљу апотеозе баналног и непосредног.
Програмско „насиље над тајном“ обесхрабрује осмишљавање интимизације људских односа, и на неочекивани начин ова индустрија преузима важну улогу у формирању превладавајућих норми сексуалног понашања. Како тржишне снаге преузимају многе функције породичног живота, „економија похоте“ почиње да врши функције управљања и контроле људске интиме. Сексуалност се отима породичној контроли, а експлозија експлицитних садржаја кроз процес „банализације огледала“ доводи до тога да учење потребама и сексуалном животу „више не мора да буде вођено институционализовано унутар породице“  Интимност заправо престаје да врши функције водича за задовољење индивидуалних потреба и жеља.

## Порно-зависност
У научним круговима воде се расправе о прикладној дефиницији понашања које одражава негативну, прекомерну, нефункционалну, проблематичну, компулсивну употребу интернета, интернетоманију или интернет-зависност. Најзаступљенија терминолошки називи за овај облик понашања су:
- Компулсивна употреба интернета (Compulsive Internet use)
- Злоупотреба интернета (Internet misuse)
- Патолошка употреба интернета  (Pathological Internet use)
- Прекомерна употреба интернета (Internet over-use).[17][18]

Поремећај зависности од интернета су према истраживањима очигледно повезана са:
- слабом вољом,
- пасивним начином живота,
- лошим пријатељством и
- проблематичним ситуације у стварном животу итд.[19][20][21][22]

Упоредно са порастом свеукупне интернет зависности, расте и броја корисника порно садржаја на интернету, што резултује и масовном појавом „порно-зависности”, која се дефинише као: 
Поремећај у контроли конзумације који се манифестује дугим и учесталим „излетима” у свет сајбер-секса...а то значи да је...порно-зависност“ као „рекреативна” функција посматрања доведена до нивоа опсесије и да се овај појам односи на стање свести потрошача коју је захватила  „метастаза уживања”.
 Са растом потрошње, технологија интернета, она има утицај и на то да се једна од кључних агенаса „порно-зависности“ испољава као неодољива страст за посматрањем порнографских садржаја по цену губитка породице, пријатеља, новца, угледа и слично.
По подацима из 2004. године (www.msnbc.com, 2004), око 17% потрошача интернет порнографије је признало да има проблема са кликтањем миша на икону „turn off“.
Испитивања изложености интернет порнографији пре навршених 18 година, извршена на већем узорку студената (н = 563), путем онлајн анкете, показала су да је 93% дечака и 62% девојака било изложено онлајн порнографији током адолесценције. Излагање пре 13 година је релативно неуобичајено. Дечаци, који су чешће од девојчица вероватније били изложени у ранијој доби, како би видели што више порнографских слика, најчешће оних екстремнијих (нпр силовање, дечија порнографија), док су девојке пријавиле више нехотичну изложеност порнографије. Ако су учесници у овој студији типични за младе, излагање порнографији на интернету може се описати као нормативно искуство, а више студија његовог утицаја дају квалитетније податке.
По неким истраживањима из 2009. године (www.pornaddicthub.com, 2009), број зависника од интернет порнографије се у данашњем друштву креће између четири и шест милиона.
Да је опсесивно посматрање порнографских садржаја на интернету постала појава масовних размера индиректно потврђује и све већи број страница с психотерапеутским амбицијама.
Како интернет обезбеђује обиље избора и пријемчиве механизме за лагодну потрошњу, не чуди ни масовност поремећаја контроле саморегулације.

## Последице
И последњем скептику постало је јасно да је порнографија на интернету постала незаобилазни део свакодневних рутинских, пословних и приватних активности људи широм света и да би у том смислу сваки технолошки и интернет-скептицизам било лако оповргнути. Међутим, намећу се питања о најразличитијим проблемима који произлазе из употребе интернета, за праћење и ширење порнографије који се одражавају на физичко и психичко здравље људи попут појма патолошка порнографска интернет-зависност, која је у прве две деценије 21. века знатно окупирала велики део јавности, и може обухватити и појаве попут сајбер прогањања, крађе идентитета и друго. Компулсивна употреба интернета за праћење порнографских садржаја представља неку врсту бихевиоралне зависности,‍:1450 са сличним манифестацијама као код коцкања, куповине, хране и друго. Аутори сматрају да треба имати у виду да оно што у овом случају стимулише немогућност контроле импулса јесте заправо порнографски садржај на интернету, а не сама доступност интернета.
Визуелна фаворизација непосредног телесног ужитка праћењем порнографије на интернету смањује значај традиционалне политике интимности. Па је тако слободна циркулација порнографских слика у оквиру светске електронске мреже је успоставила:
...перпетуирајући процес глобализације сексуалности, а интимност се симултано „распршује у неку врсту комуникацијског манира, јер ни доминантна концепција љубави, ни савремени начин живота не подупиру остварење стварне, нужно ризичне интимности“. Уверен да посматрање (туђих) сексуалних искустава уноси свежину и реконфигурише важан део егзистенцијалне позиционираности, појединац савременог доба почиње да води љубав са „сликом“, редукујући хуманистички капацитет препознавања Другог и могућности заснивања везе на „емотивној комуникацији у којој су награде – произашле из такве комуникације – главна основа настанка везе“.Поистовећујући слободу потрошње са слободом у животном смислу, корисничке групе пристају на порнографску уцену „да је све истинито“, и постају заробљеници метадискурзивног језика капиталистичке „производње масовне незаситости.“
Међутим битно је нагласити да компулсивна употреба интернета може и не мора водити процесу зависности од порнографије, и да без обзира на испољене негативне последице, 54% особа са знацима патолошке порнографске интернет-зависности није желело да престане са употребом интернета, односно смањи број часова које проводи пратећи порнографске садржаје.